# Johann Clanze

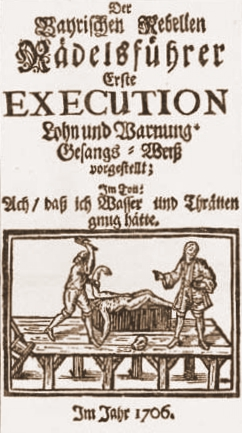
1706: Hinrichtung von Teilnehmern des Oberländer Bauernaufstandes auf dem Schrannenplatz in München

Johann Clanze (* um 1667 in Wassenberg, Herzogtum Jülich; † 29. Januar 1706 in München) war ein bayerischer Offizier und Teilnehmer des bayerischen Volksaufstandes von 1705. Als einer seiner Anführer wurde er öffentlich hingerichtet.

## Leben
Clanze stammte aus dem Wittelsbacher Herzogtum Jülich, war zunächst Student und trat um 1700  ins kurbayerische Infanterie-Regiment von Seyboldsdorf ein, wo er vom Musketier bis zum Oberleutnant aufstieg.  Nach  der weitgehenden Vernichtung des kurbayerischen Heeres  in der Schlacht bei Höchstädt im Jahr 1704 wurde er in die durch den  Vertrag von Ilbesheim Bayern als einzige bewaffnete Truppe noch zugestandene, 400 Mann starken Garde der Kurfürstin Therese Kunigunde übernommen. 1705 nahm er am bayerischen Volksaufstand teil und diente unter anderem als Übersetzer für den angeblichen französischen Gesandten Jean Philippe Gauthier, blieb jedoch bei den Aufständischen, als dieser sich ins Ausland absetzte. Bei der blutigen Niederschlagung des Aufstandes in der Sendlinger Mordweihnacht geriet er in österreichische Gefangenschaft und wurde im Münchner Falkenturm inhaftiert. Ein kaiserlicher Bannrichter verurteilte Clanze, dem kein Verteidiger zugestanden wurde, ohne Abwägung der näheren Umstände seiner Beteiligung am Aufstand am 29. Januar 1706 als Rädelsführer zur Enthauptung durch das Schwert und Einzug seines Vermögens. Gemeinsam mit den gleichfalls zum Tode verurteilten Johann Georg Aberle, Sebastian Senser und Johann Georg Kidler wurde Clanze noch am gleichen Tag  zum Münchner Schrannenplatz (dem heutigen Marienplatz) verbracht, wo man für die Hinrichtung eine Bühne errichtet hatte. Der Henker benötigte vier Hiebe, um Clanzes Haupt vom Rumpf zu trennen. Johann Jäger, ein weiterer Anführer des Aufstandes, wurde am 17. März 1706 hingerichtet.
Clanze war verheiratet, hatte zwei Kinder und wohnte in der Au.
Im Münchner Stadtbezirk  Sendling-Westpark, unweit des Orts der Mordweihnacht, erinnert seit 1898 eine Straße an ihn. 2014 wurde ein Straßennamen-Ergänzungsschild mit biografischen Informationen angebracht.